# Harry Cleaver (Fußballspieler)
Harry Patrick Cleaver (* 18. September 1879 in Walworth; † 1953) war ein englischer Fußballspieler.

## Karriere
Cleaver spielte ab 1900 als Mittelstürmer bei Desborough Town in der Northamptonshire League, mutmaßlich war er bereits zu einem früheren Zeitpunkt für den Klub aktiv. Mit der Mannschaft gewann er 1901 und 1902 die Liga-Meisterschaft. Dabei erzielte der beidfüßig schussgewaltige Angreifer in der Saison 1901/02 wettbewerbsübergreifend 68 Tore und hatte in der Spielzeit 1902/03 bis Mitte Oktober 1902 bereits weitere 26 Tore erzielt. Für Manchester United war dies Grund genug, den Spieler für eine Ablöse von £20 zu verpflichten, insbesondere da Uniteds neuer Mittelstürmer Jack Peddie zu Saisonbeginn  nicht die Erwartungen erfüllen konnte.
Cleaver kam zunächst im Reserveteam zum Einsatz und war dabei im November 1902 bei Siegen gegen die Reserve von Manchester City, gegen die Oswaldtwistle Rovers und gegen Rossendale United als Torschütze erfolgreich. Nachdem er Ende März in einem weiteren Reservespiel gegen den FC Nelson zwei Treffer erzielt hatte, kam er am 4. April 1903 als Mittelstürmer zu seinem einzigen Einsatz für Uniteds erste Mannschaft in der Football League Second Division. Cleaver bildete mit Alf Schofield, Tommy Morrison, Peddie und Lawrence Smith die Sturmreihe, blieb bei dem 4:0-Heimsieg gegen den FC Burnley trotz mehrerer guter Chancen aber ohne eigenen Treffer. Die Manchester Evening News urteilte im Anschluss: „Cleaver hat viele gute Spiele für die Reserve bestritten und die Offiziellen waren völlig im Recht, ihm eine Bewährungsprobe zu geben, aber er war hoffnungslos unterlegen. Vielleicht war es einer seiner schlechten Tage, und es muss ihm zugutegehalten werden, dass es sein erster Auftritt in einem Spiel von irgendeiner Bedeutung war, und dass er sich dem Veteranen Taylor [Anm.: Mittelläufer von Burnley] gegenüber sah. Wenn er etwas von seinem Gewicht los wird, kann er sich als nützliches Mitglied der Elf erweisen.“
Am Saisonende verließ Cleaver den Klub wieder und soll in der Folge beim FC Darlington in der Northern League gespielt haben.